# Zur Rose Suisse
Die Zur Rose Suisse AG mit Sitz in Frauenfeld ist ein Schweizer Unternehmen in der Gesundheitsbranche. Es wurde 1993 gegründet. Das Unternehmen ist sowohl als Grossistin für Ärzte als auch als Online-Apotheke für Patienten tätig und bietet zudem verschiedene Dienstleistungen im Gesundheitswesen an. Seit Mai 2023 gehört das Unternehmen zur Medbase Gruppe.

## Tätigkeitsgebiet
Zur Rose Suisse AG betreibt eine Online-Apotheke für rezeptpflichtige Medikamente. Personen mit chronischen Erkrankungen können digitale Funktionen wie Anfrage für Rezepterneuerung, Medikationsübersicht oder Einnahmepläne nutzen. Dauerrezepte können über Zur Rose online verwaltet werden, wobei auch die bereits bezogenen Medikamente und die Gültigkeitsdauer der Rezepte angezeigt werden. Mit der Erinnerungsfunktion können Rezepte rechtzeitig erneuert werden.  Mit Dailymed erhalten Patienten ihre Medikamente portioniert in einer Medikamentenbox geliefert. Diese Lösung unterstützt Personen, die täglich mehrere Medikamente einnehmen müssen.
Für frei verkäufliche Gesundheitsprodukte, Kosmetik und Hygiene-Artikel betreibt Zur Rose Suisse AG gemeinsam mit der Migros-Tochter Medbase AG den Multiseller-Online-Marktplatz Zur Rose Shop.
Zudem bietet das Unternehmen digitale Gesundheitsdienstleistungen für Arztpraxen, Organisationen wie auch Patienten an.
Für die Betreuung von Personen, die eine spezielle Therapie benötigen, wurde zusätzlich der Bereich Specialty Care eingeführt. Dieser kommt beispielsweise bei Erkrankungen wie Multiple Sklerose, Hepatitis C oder Migräne zum Einsatz. Das Specialty Care Team stellt professionelles Pflegepersonal zur Verfügung, das bei der Verabreichung von Therapien wie Infusionen oder Injektionen in der Arztpraxis und beim Patienten zuhause unterstützt.
Die Deutschland-Tochter des US-Konzerns IBM entwickelt die E-Rezept-Infrastruktur der Gematik gemeinsam mit eHealth-Tec, einer Tochter des DocMorris-Mutterkonzerns Zur Rose, sowie drei anderen Partnern. Die berufspolitische Interessenvertretung der rund 146.000 Apothekenangestellten in Deutschland Adexa sieht hierbei einen „massiven Interressenkonflikt vorprogrammiert“.

## Geschichte
Zur Rose wurde im März 1993 von 21 selbstdispensierenden Ärzten gegründet. Die erste stationäre Apotheke wurde in Steckborn, Thurgau, eröffnet. Im Juni 1993 wurde damit begonnen, die Ärzte in der Region zu beliefern. Die Ärztebelieferung wurde sukzessive ausgebaut. 1999 wurde das Logistikzentrum in Frauenfeld eröffnet, wo sich heute auch der Hauptsitz des Unternehmens befindet. Seit 2001 beliefert Zur Rose auch Patientinnen und Patienten mit Medikamenten. 2012 übernahm Zur Rose Europas grösste Online-Apotheke DocMorris.
Im Juni 2017 wurde die Shop-in-Shop-Apotheken AG gegründet. Damit begann der Aufbau von Apotheken in Migros-Supermärkten. Ende 2019 fusionierte das Unternehmen mit der Medbase Apotheken AG zur MBZR Apotheken AG. Die Zur Rose Shop-in-Shop-Apotheken werden seit Januar 2024 durch die Medbase Apotheken AG betrieben.
Die Migros-Tochter Medbase AG und die Zur Rose Suisse AG gründeten 2020 ein Gemeinschaftsunternehmen, die ZRMB Marketplace AG, die den Zur Rose Online-Shop mit Gesundheits- und Pflegeprodukten betreibt. Das Corporate Start-up hat die Aufgabe, den in der Schweiz führenden digitalen Health-Marketplace mit einem umfassenden Angebot rund um das Thema Gesundheit zu entwickeln und zu betreiben.
Im Mai 2023 verkaufte die Zur Rose-Gruppe ihr Schweizer Geschäft, die Zur Rose Suisse AG, an die Medbase Gruppe, ein Tochterunternehmen der Migros und fokussiert sich fortan auf das B2C-Kerngeschäft hauptsächlich in Deutschland. Gleichzeitig wurde die Zur Rose-Gruppe in DocMorris umfirmiert.